# Wisentgehegene Springe
Wisentgehegene Springe är en viltpark och avelsstation vid Springe i Niedersachsen i Tyskland. 
Wisentgehegene Springe har efter hand utvidgat verksamheten till arbete med ett stort antal sårbara arter, till exempel björnar, europeiska vildkatter, vargar och polarvargar.

## Avel av visenter
Visenthägnet grundades 1928 för att arbeta med avel av visenter. Det grundades på initiativ av zoologen Lutz Heck (1892–1983), chef för Berlins Zoo i nordöstra delen av viltparken Springe som reservat för avel av visenter. Målet var att hindra utrotning av djurarten. Vid denna tidpunkt var det svårt att anskaffa renrasiga visentkor för att grunda en hjord i visenthägnet. Därför började avelsförsöken med att korsa visenttjuren Bernstein (senare omdöpt till Iwan) från Berlins Zoo med tre amerikanska bisonkor. Hybriderna från aveln visade sig livskraftiga, men år 1935 kunde Springe införskaffa renrasiga kor från vilthägnet på slottet Boitzenburg, vilka härstammade från bergsvisenttjuren Kaukasus. Aveln ställdes då om till att korsa Bernstein med visentkorna till vad som kom att benämnas Låglands-Kaukasuslinjen, och hybridaveln med bison upphörde 1935.
Vid Springe lyckades man bra med att under 1960-talet få fram ett bestånd som var motståndskraftigt mot tuberkulos. Fram till 2010 föddes 123 renblodiga visenter på Springe. Fram till 2012 lämnade omkring 140 visenter Springe till andra avelsstationer, till projekt för återföring av visenter i det fria och till uppbyggnad av nya hjordar i olika viltparker.
Tidigare var Springe en utpräglad avelsstation, men under 1950-talet påbörjades en förändring till att göra anläggningen också till ett vilthägn tillgängligt för besökare.
Visenter av Lågland-Kaukasuslinjen på Springe bär namn som börjar på Sp. Namnen på visenter på Låglandslinjen börjar på De. 
Wisentgehegene Springe är sedan 2010 en av fyra tyska regionala avelsorganisationer för visenter, som är anknutna till uppfödarnätverket European Bison Conservation Center och som syftar till att samordna aveln hos sammanlagt ett 80-tal visentuppfödare i Tyskland.
I viltparken fanns (2015) sammanlagt 36 visenter i fyra hjordar.

## Bildgalleri

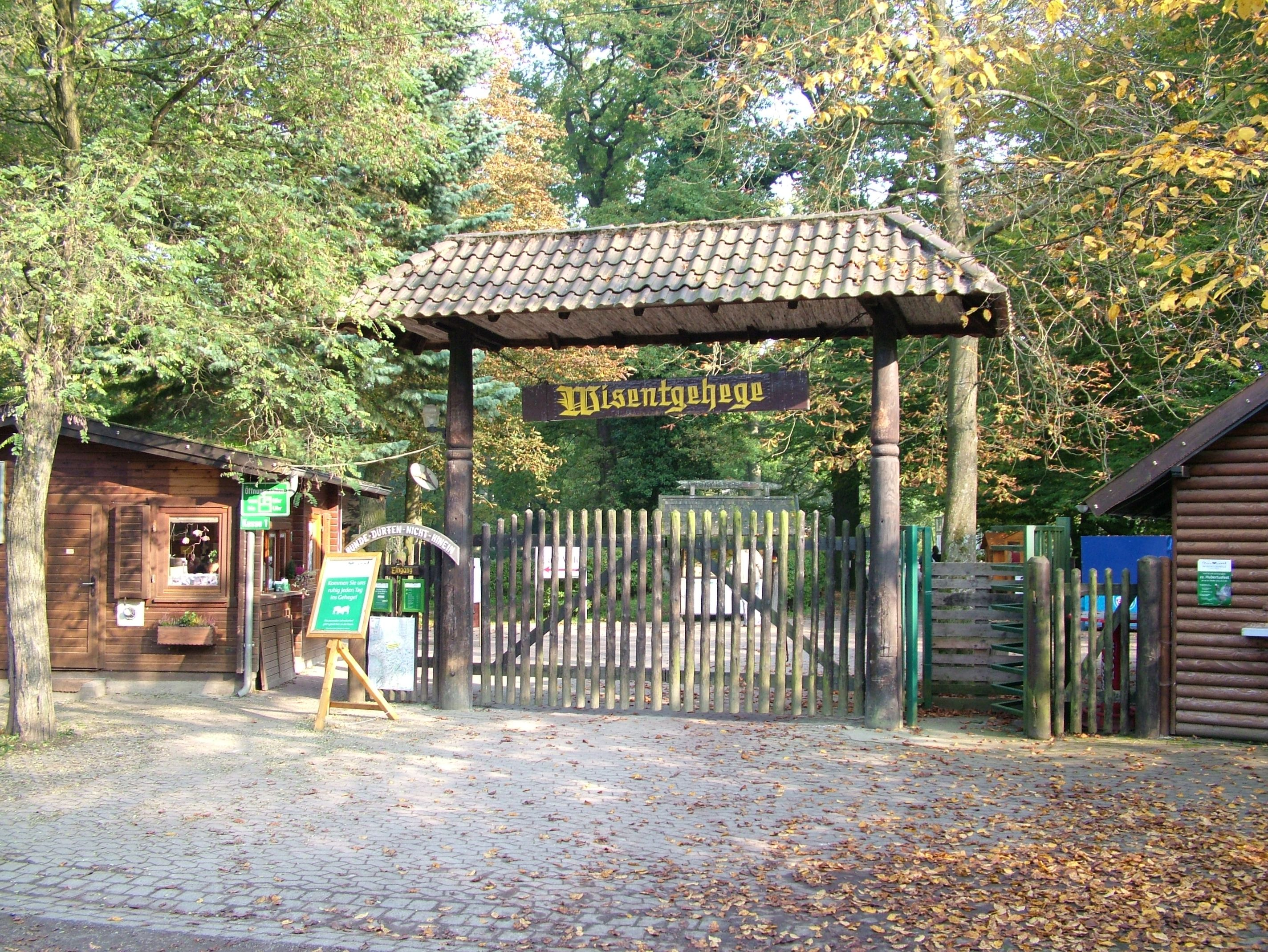
Entrén
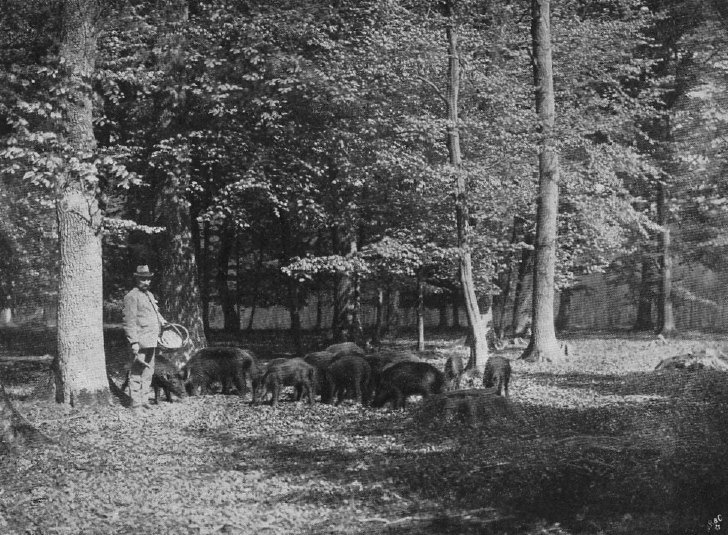
Utfordring av viltsvin 1909 i Kleinen Deister vid Springe
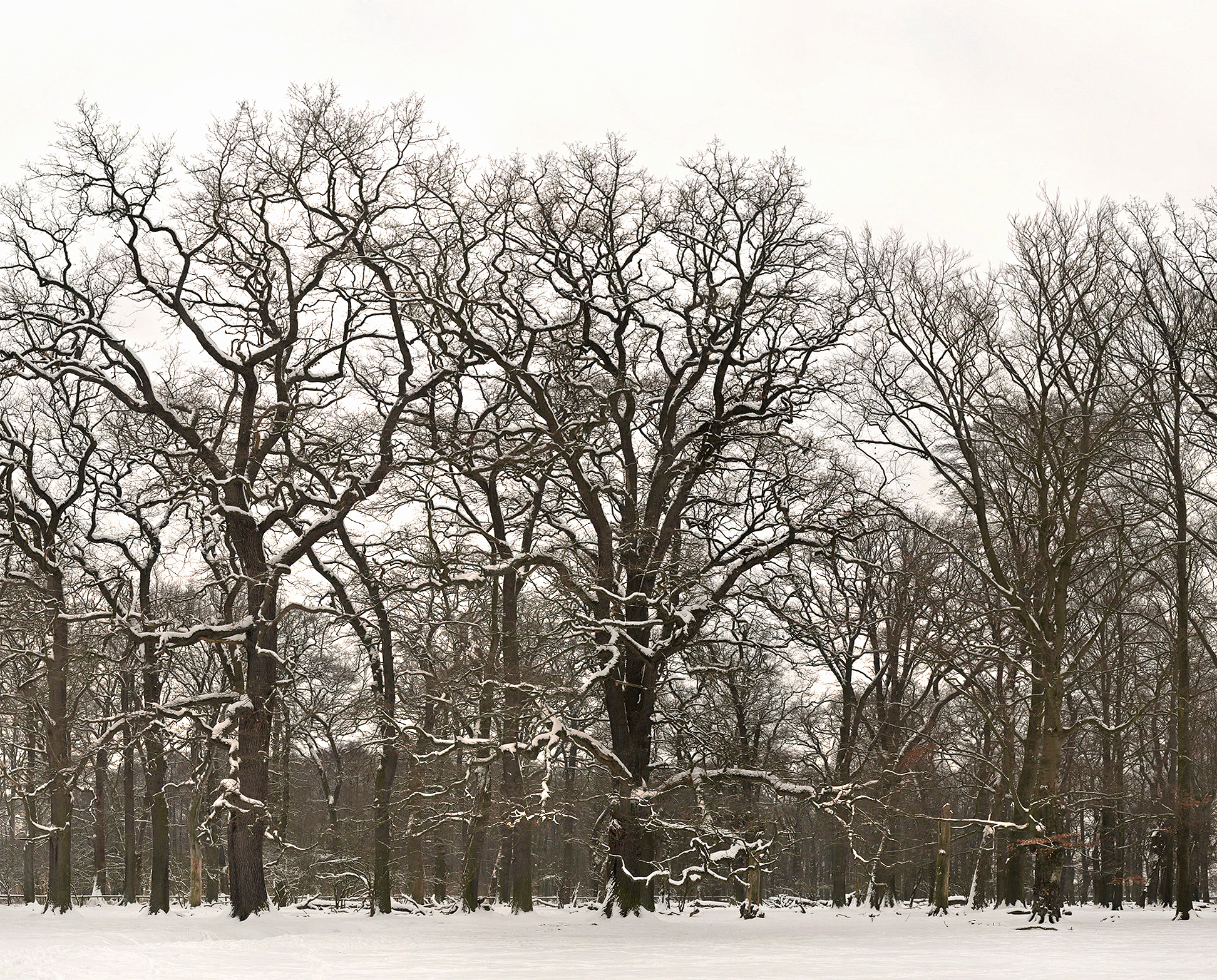
Skogen i Visenthägnet Springe
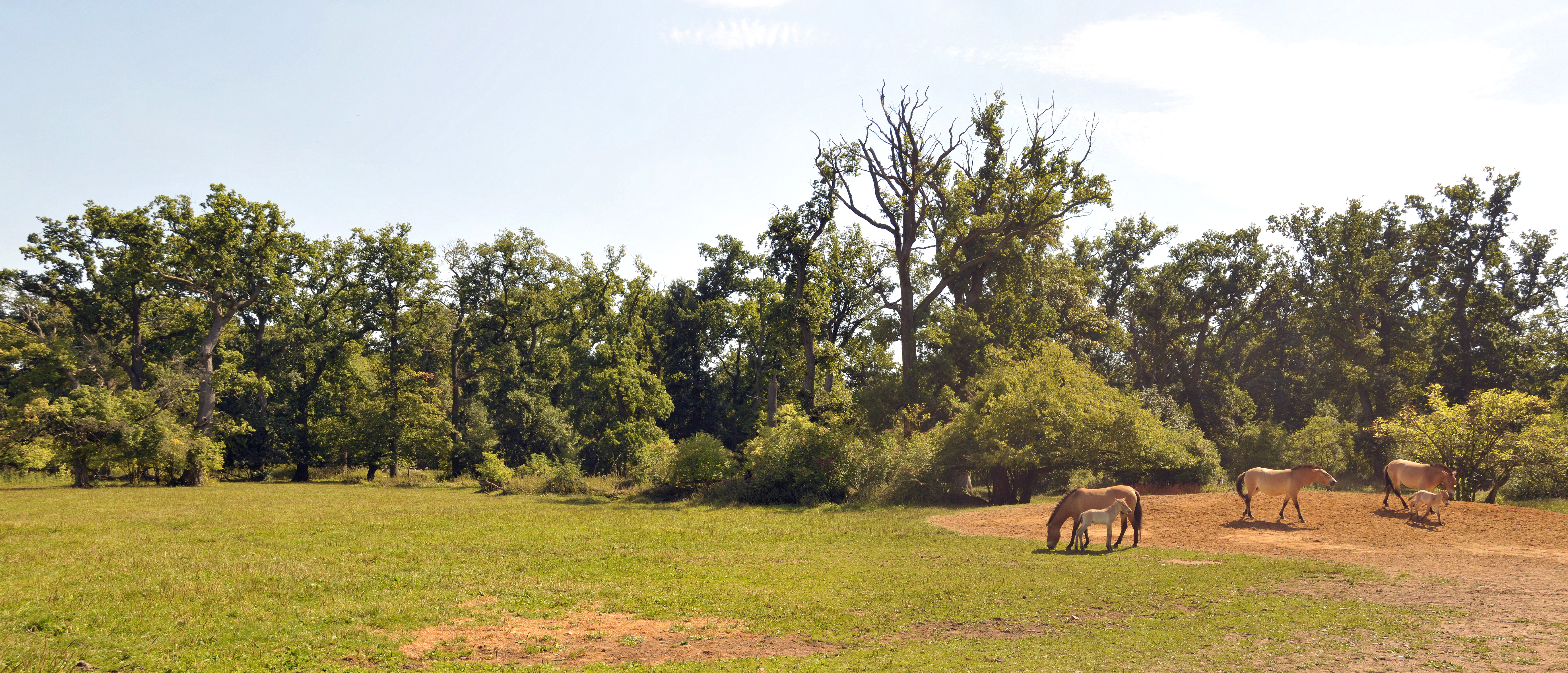
Hägnet för Przewalskis hästar
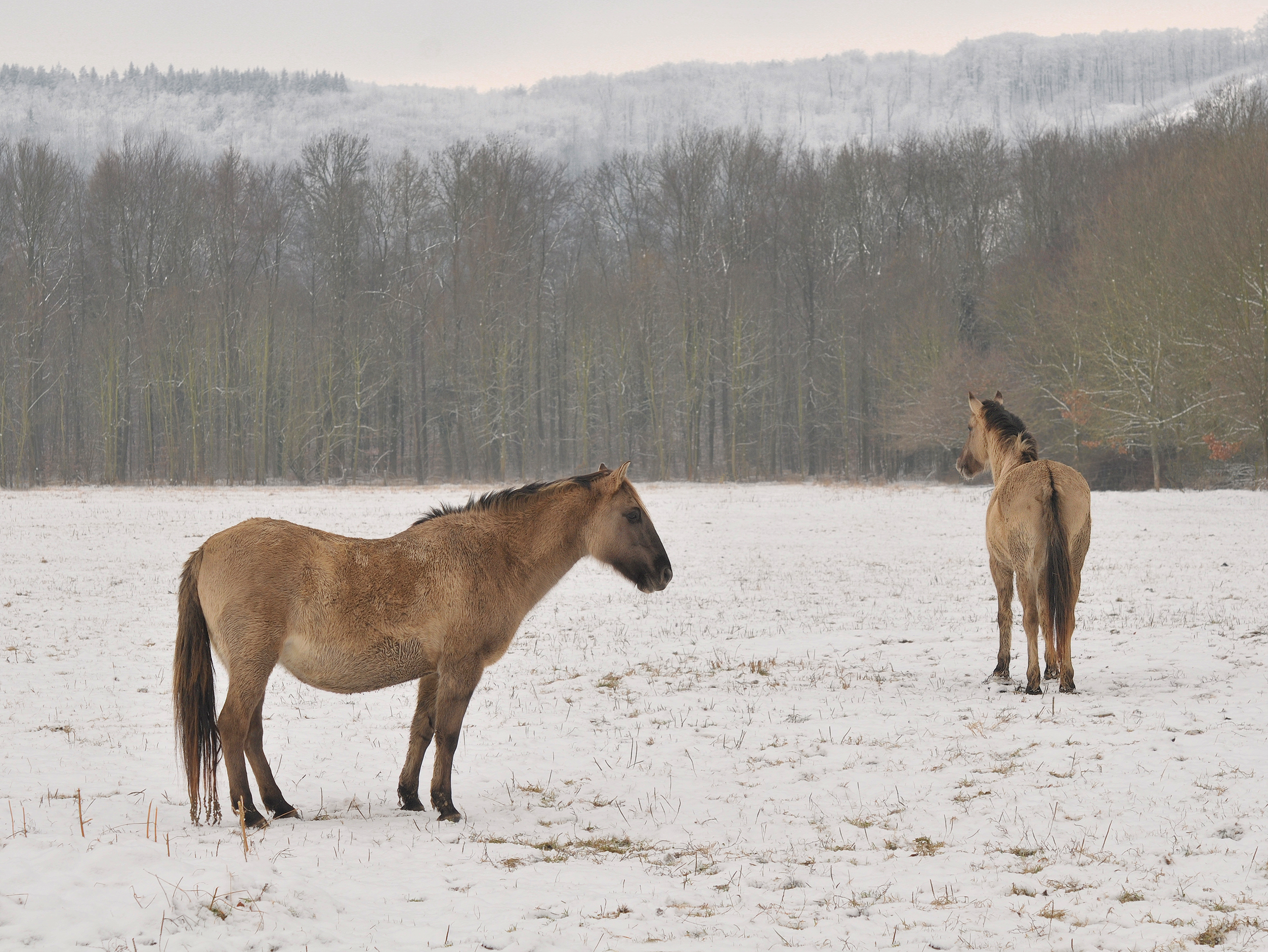
Hägnet för Sorraiaponnyer
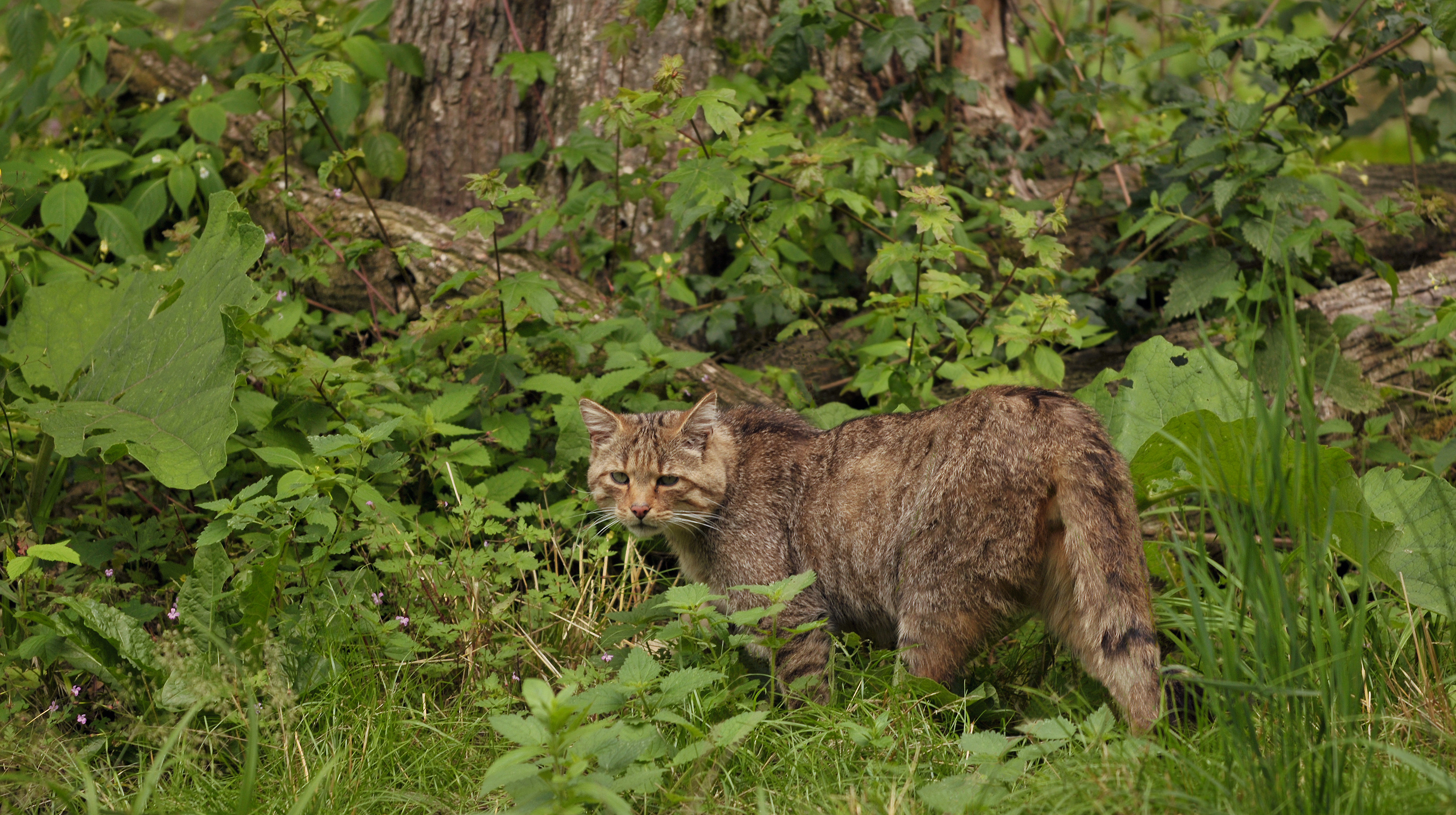
Vildkatt i vildkatthägnet
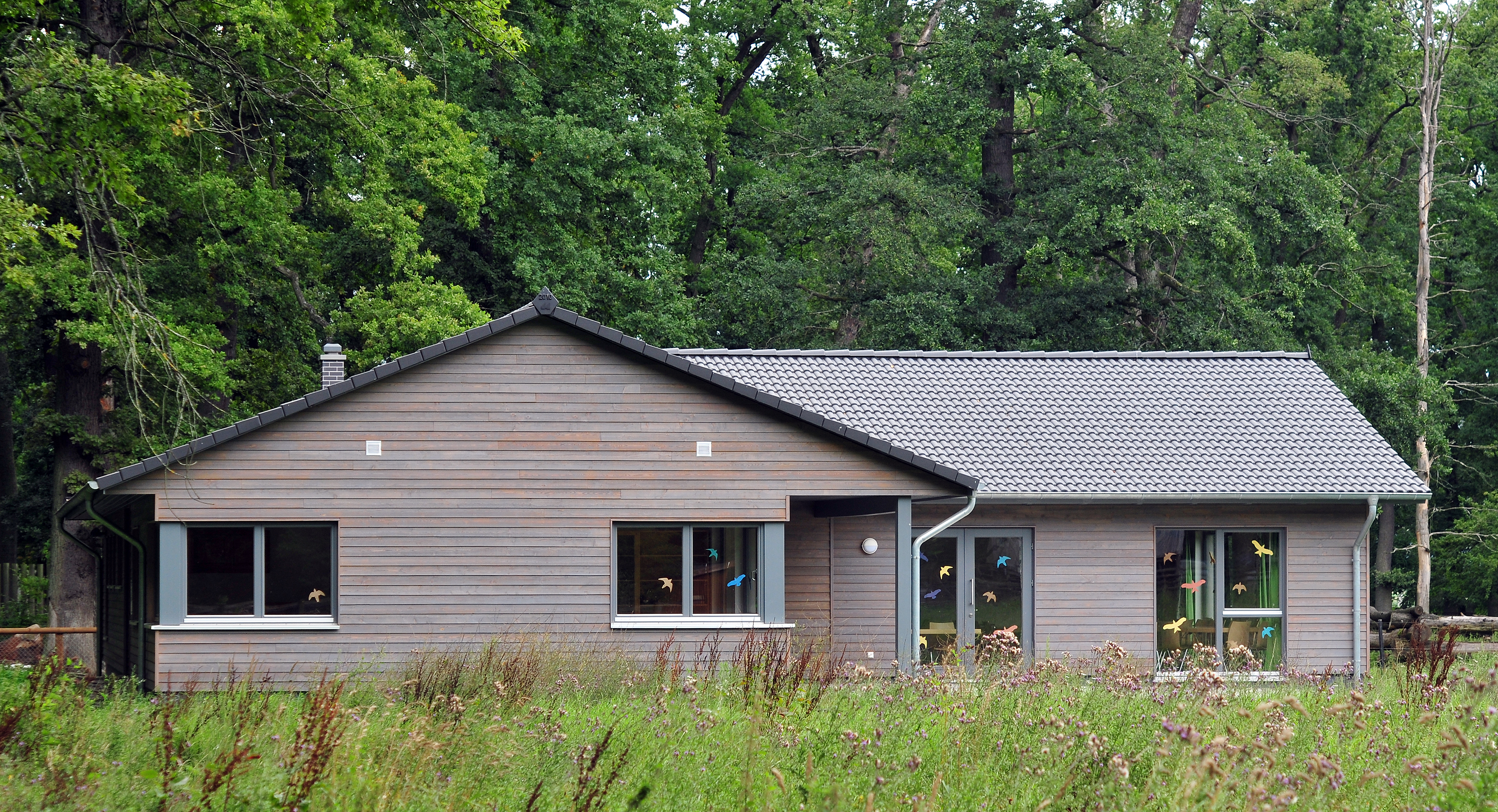
Heinz Sielmann-Haus, utbildningscentrum och entréhus till Visentpark Springe, uppfört 2010